# 六泉十布
六泉十布，是王莽新朝发行的货币，属于王莽币。始建国二年（公元10年）王莽在第三次币制改革中，发行了“钱货”、“布货”，同其他货币并行，构成了该次改革的货币体系。后世将其中的“钱货”称为“六泉”，将“布货”称为“十布”，合称“六泉十布”。这些钱币铸造工艺精湛，为中国古代钱币中的精品。
六泉共有六种：小泉直一、幺泉一十、幼泉二十、中泉三十、壮泉四十、大泉五十，合称钱货六品。其中小泉直一和大泉五十在此次改制前就发行过，存世较多。其余四种都为罕见，壮泉四十更是被列入古泉五十名珍。
十布共有十种：小布一百、幺布二百、幼布三百、序布四百、差布五百、中布六百、壯布七百、第布八百、次布九百、大布黄千，合称布货十品。小布一百重十五铢，长一寸五分，值钱百文。其他依次递增一铢，长增一分，面值增大一百，至大布黄千重一两（二十四铢），长两寸四分，值钱千文。除大布黄千外，其他流通不广。